# Trichocerca plaka
Trichocerca plaka är en hjuldjursart som beskrevs av Myers 1938. Trichocerca plaka ingår i släktet Trichocerca och familjen Trichocercidae. Inga underarter finns listade i Catalogue of Life.